# 17612 Whiteknight
17612 Whiteknight è un asteroide della fascia principale. Scoperto nel 1995, presenta un'orbita caratterizzata da un semiasse maggiore pari a 3,0795443 UA e da un'eccentricità di 0,0173842, inclinata di 8,43096° rispetto all'eclittica.